# Jacob Senleches
Jacob Senleches fue un compositor francés de finales del siglo XIV y comienzos del XV. Estuvo al servicio de Juan I de Aragón y, posteriormente, de su hermana Leonor, reina de Castilla. A la muerte de ésta, en 1382, compuso la balada Fuions de ci («Huyamos de aquí»). Pasó después al servicio, como arpista, del cardenal Pedro de Luna, que sería después Benedicto XIII, el «papa Luna».
Senleches es uno de los representantes del llamado Ars subtilior, estilo musical de extrema complejidad que floreció en el tránsito entre los siglos XIV y XV, y que supone el paso de la música medieval a la renacentista. Su obra más conocida es La harpe de mélodie, que tiene dos voces superiores en canon, con figuraciones irregulares, y un tenor supuestamente instrumental; la pieza se escribió en forma de arpa, utilizando las cuerdas de ésta como líneas para escribir las notas, complementando así la complejidad de la composición con la de la notación.

## Obras
Baladas
- En attendant esperance
- Fuions de ci
- Je me merveil / J'ay plusiers fois

Virelayes
- En ce gracieux temps
- La harpe de mélodie
- Tel me voit